# Hollow Point - Impatto devastante
Hollow Point - Impatto devastante (Hollow Point) è un film del 1996, diretto da Sidney J. Furie.

## Trama
Durante una azione dell'FBI, un membro della mafia russa viene ucciso dall'agente Diane Norwood; il padre del morto si rivolge a Thomas Livingston, un uomo d'affari che in segreto fa da consulente e collaboratore a diverse famiglie mafiose (russi, giapponesi e italiani); Livingston chiama un killer fidato, l'anziano Garrett Lawton (un tempo membro del suo plotone in Vietnam) che uccide la collega ed amica di Diane. Intanto si inserisce nella faccenda Max Parrish, agente della DEA sospeso e dipendente da farmaci, che rapisce il boss della mafia italiana. Ad un certo punto, Garrett si scontra con i due poliziotti, ma invece di ucciderli spiega tutta la storia e propone di lavorare insieme per togliere Livingston di mezzo: ciascuno farà la spia ad un boss diverso per mettere tutti l'uno contro l'altro, sostenendo che Livingston stia dando la preferenza ad un altro; approfittando del caos che ne risulterà, loro deruberanno la cassaforte comune dei criminali custodita da Livingston; il piano riesce e i mafiosi stanno per sistemarsi a vicenda, ma Livingston intuisce che qualcosa non quadra. A questo si aggiungono i doppi giochi tra i tre complici. Alla fine si arriva ad uno stallo alla messicana a quattro tra il killer, l'imprenditore, l'agente Diane e il detective Max; dopo qualche momento di tensione, quando Diane sembra accettare la proposta di Livingston di tradire i complici, l'esagerata parlantina di Livingston (che si paragona a Gesù Cristo) convince Diane a sparargli senza tanti complimenti. Tuttavia Garrett Lawton ha ancora un ultimo scherzo in serbo per loro; scappa con il camion che contiene i soldi, e poi li chiama al telefono rivelando che in realtà ha preso solo metà del denaro; prima di chiudere dice addio e li invita a "procreare", avendo notato l'attrazione tra i due poliziotti; Max e Diane litigano per un bacio partito da lui, si sparano addosso, e alla fine si baciano facendo pace.